# Meliphaga albilineata
Meliphaga albilineata là một loài chim trong họ Meliphagidae.